# Vườn quốc gia Cao nguyên Jōshin'etsu
Vườn quốc gia Cao nguyên Jōshin'etsu (上信越高原国立公園 Jōshin'etsu-kōgen Kokuritsu Kōen) là một vườn quốc gia trong vùng Chūbu của hòn đảo chính Honshu, Nhật Bản đã hình thành xung quanh một số núi lửa đang hoạt động và không hoạt động. Nó trải dài trên các vùng núi các tỉnh Gunma, Nagano và Niigata. Tên của vườn quốc gia đề cập đến phạm vi hai ngọn núi trong đó. Nó được chia thành hai khu vực riêng biệt là: Khu vực Nam Niigata/Bắc Nagano và Khu vực Đông Nagano. Vườn Quốc gia Cao nguyên Jōshin'etsu được thành lập vào năm 1949, và mở rộng đáng kể vào năm 1956, bao gồm các khu vực miền núi Myoko-Togakushi.

## Từ nguyên học
Tên của vườn quốc gia bao gồm hai yếu tố. "Jōshin'etsu" là một chữ Hán viết tắt bao gồm ba nhân tố đại diện cho tên cũ của các tỉnh: Tỉnh Kōzuke (上野国?) ngày nay Gunma, tỉnh Shinano (信浓国?) ngày nay là tỉnh Nagano, và tỉnh Echigo (越后国?) ngày nay là Niigata. Thứ hai, "kōgen", có nghĩa là vùng cao nguyên.

### Khu vực Nam Niigata/Bắc Nagano
Khu vực tự nhiên ở đây còn được gọi là khu vực Myoko-Togakushi, bao gồm các núi lửa hoạt động như núi Myoko cao 2.466 mét (8.091 ft), Núi Kurohime cao 2.053 mét (6.736 ft), Núi Iizuna cao 1.917 mét (6.289 ft) và Núi Togakushi cao 1.911 mét (6,270 ft).

### Khu vực Đông Nagano
Đông Nagano hay Tây Nam dãy núi Chugoku bao gồm Núi Tanigawa cao 1.963 mét (6,440 ft) và hai núi lửa vẫn đang hoạt động là Núi Kusatsu-Shirane cao 2.162 mét (7,093 ft) và núi Asama cao 2.542 mét (8.340 ft). Trong đó, núi Asama là ngọn núi lửa hoạt động mạnh nhất trên đảo Honshu.

## Du lịch

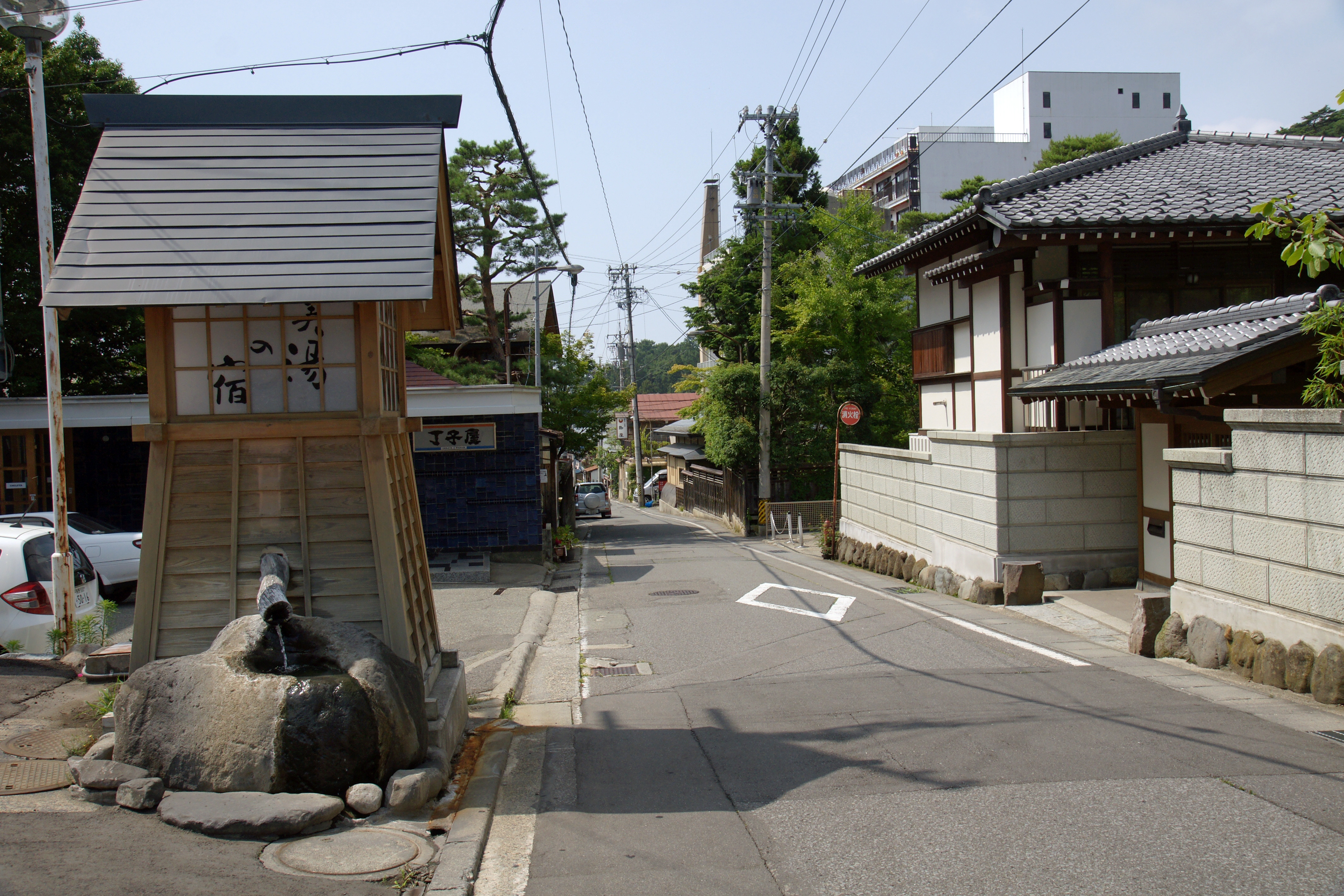
Khu nghỉ dưỡng suối nước nóng Yudanaka, Nagano.

Vườn quốc gia là một điểm đến du lịch phổ biến cho các hoạt động trượt tuyết, leo núi, đi bộ đường dài, và đặc biệt là có những suối nước nóng thích hợp cho nghỉ dưỡng và chữa bệnh. Khu vực Đông Nagano có các khu trượt tuyết nổi tiếng của Sugadaira và cao nguyên Shiga. Suối nước nóng Yamanouchi, bao gồm cả suối nước nóng Yudanaka ở miền Bắc và thị trấn nghỉ mát Karuizawa ở phía nam cũng là những địa điểm hấp dẫn du khách. Vườn quốc gia là một phần của khu dự trữ sinh quyển Minakami được UNESCO công nhận vào năm 2017.